# Symphlebia affinis
Symphlebia affinis là một loài bướm đêm thuộc phân họ Arctiinae, họ Erebidae.